# Kostel Saint-Ouen de Rouen
Kostel svatého Ouena [uán] je chrám bývalého benediktinského opatství ve francouzském městě Rouen. Je zasvěcen biskupu svatému Ouenovi (Audoenus ), který je zde pohřben. V roce 750 byl založen klášter, který zničili roku 841 Vikingové a byl obnoven koncem 10. století. V roce 1126 byl vysvěcen románský kostel. V roce 1318 započala jeho přestavba v pozdně gotickém slohu, která však byla vinou stoleté války dokončena až v roce 1549. Opatství bylo zrušeno za revoluce a sídlila v něm městská radnice, odsvěcený kostel se proměnil na zbrojařskou dílnu. V padesátých letech 19. století bylo dostavěno západní průčelí, které navrhl v historizujícím stylu architekt Henri Charles Gregoire.
Kostel je dlouhý 137 metrů, klenba dosahuje výšky 33 metrů a hlavní věž má 82 metrů. Zvláště cenný je největší soubor vitrážových oken ze 14.-16. století v celé Francii a flamboyantní dekorace. Chrám má tři zvony: Saint-Ouen, Marie a Marcelle Julie. Nacházejí se zde varhany se čtyřmi manuály (klaviaturami), které postavil roku 1890 Aristide Cavaillé-Coll a které jsou pro svůj zvuk označovány jako „Michelangelo mezi varhanami“. Kostel je obklopen velkým parkem. Od roku 1840 je budova zanesena na seznam památek Monument historique.

## Varhany

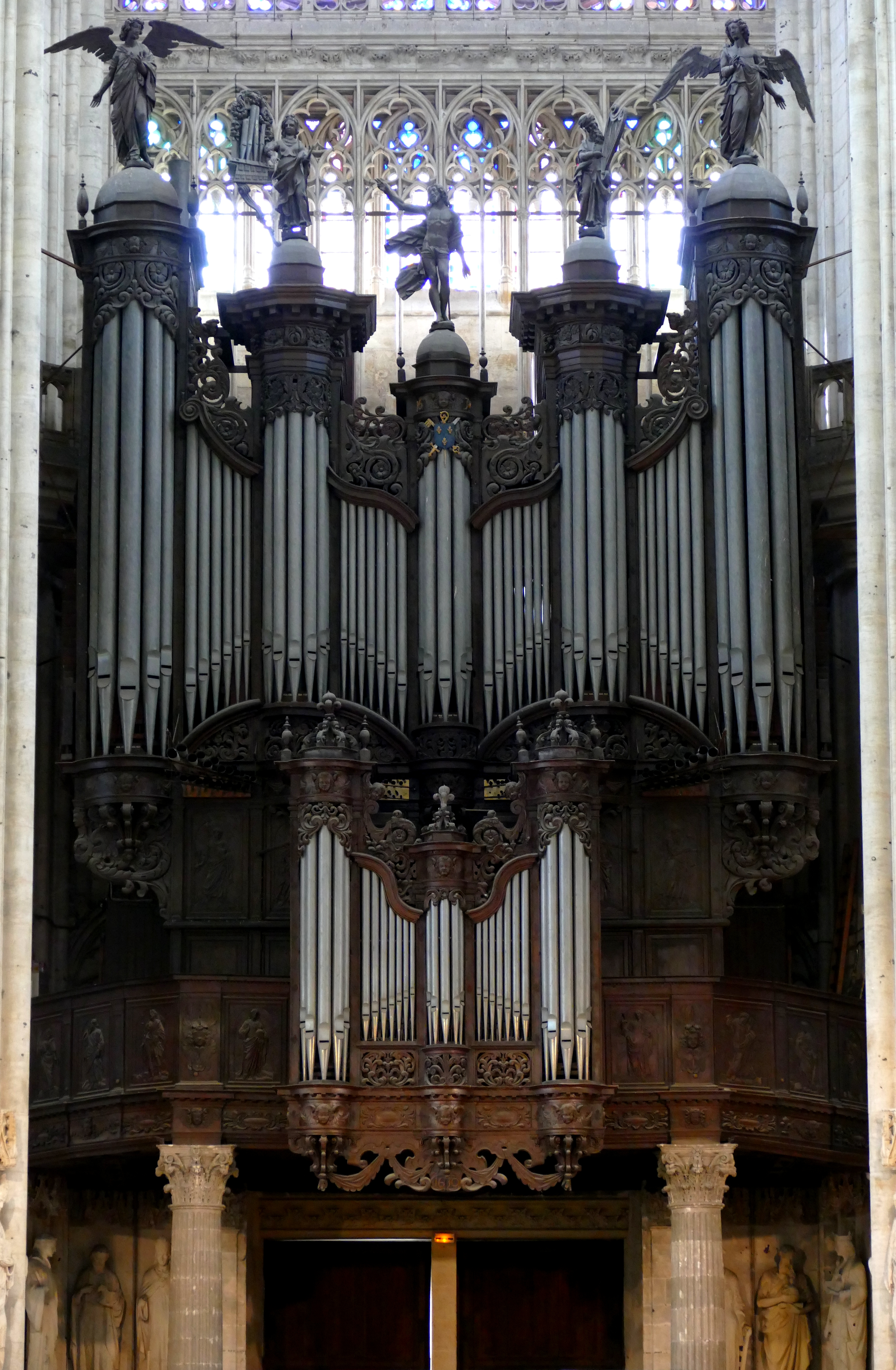
Varhany od Aristida Cavaillé-Colla

Současné varhany postavil v roce 1890 francouzský varhanář Aristide Cavaillé-Coll jako své poslední monumentální (mistrovské) dílo. Jde o velký čtyřmanuálový symfonický nástroj romantické éry vysoce ceněný pro zvukové kvality. Od svého vzniku zůstal jako jedno z mála děl od Cavaillé-Coll nezměněn, díky čemuž zůstal zachován původní zvukový projev. Vestavěn byl do skříně původního stroje od Crespina Carliera z roku 1630. Romantické varhany inauguroval Charles-Marie Widor, který pro ně složil Symphonie gothique no 9 op. 70. Při hodnocení nástroje použil označení „Michelangelo mezi varhanami“.

### Historie varhan
Nejstarší doložené varhany ze 16. století byly zničeny hugenoty roku 1562. V roce 1630 postavil Crespin Carlier na základě plánů od Titelouze osmistopý nástroj se dvěma manuály o 48 tónech a pedálem o 12 tónech. Kolem roku 1582 byl tento nástroj rozšířen Thomasem Morletem. Původní třívěžová osmistopá skříň byla rozšířená na pětivěžovou šestnáctistopou a doplněna pozitivem. Kostel i s varhanami poškodil v roce 1683 hurikán, opravy nástroje měli na starost Jean Brocard a Jacques Cherel. Další práce odvedli roku 1724 Charles Lefebvre a 1733 Nicolas Collar. Je doloženo, že v roce 1741 došlo k rozebrání Charlesem Lefebvrem, ale datum složení není známé.
Záznam z července 1803 uvádí, že „zůstaly jen principály v prospektu a i z těch některé chybějí; všechny ostatní rejstříky, mechanické části, měchy a vzdušnice byly rozebrány, zabaleny a odstraněny, ve skříni nezůstalo nic“. V tomto období byly varhany přestavěny s použitím dílů z nástrojů kostelů St. Godard, St. Vigor a St. Jean. Významné úpravy realizoval mezi lety 1823 a 1839 Pierre-François, později Paul-Louis Dallery.
Roku 1851 byl o celkovou inspekci nástroje požádán Aristide Cavaillé-Coll, který jej označil za jeden z největších ve Francii. Tehdy disponoval 5 manuály, pedálem a 50 rejstříky. Mezi lety 1851 a 1882 došlo k četným změnám. Došlo na nové měchy, k odstranění manuálu echo a instalaci žaluziové skříně (récit). V roce 1888 dostal Aristide Cavaillé-Coll na starost kompletní rekonstrukci nástroje. Cavaillé-Coll se rozhodl zachovat původní rejstříky, pokud byly v dobrém stavu – takových zůstalo zhruba 20. Varhany inauguroval 17. dubna 1890 Charles-Marie Widor. Od té doby došlo pouze k opravám, které nezměnily zvukovou stránku nástroje: rekonstrukci v roce 1941 provedl Debierre-Gloton, roku 1955 pak Beuchet-Debierre. 5. února 1970 prohlásily francouzské úřady varhanní skříň za kulturní památku, 20. října 1976 se ochrana rozšířila i na hudební část nástroje.

### Dispozice

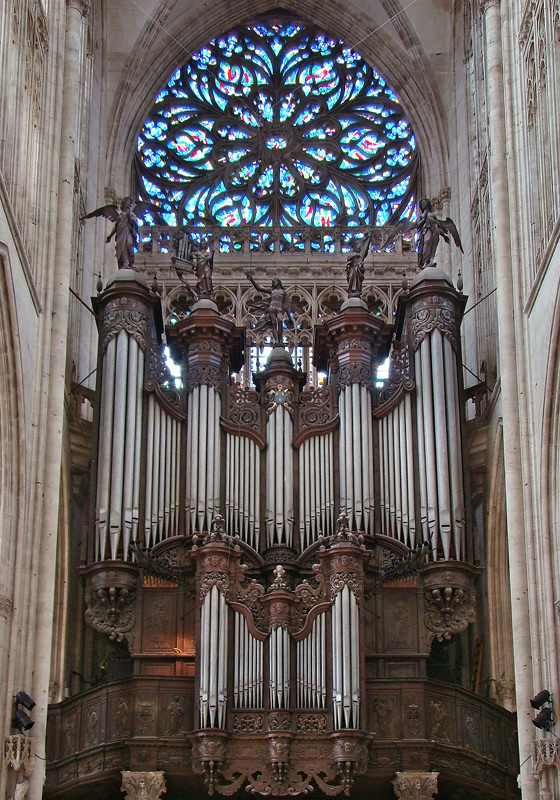
Varhany od Aristide Cavaillé-Coll

Varhany disponují 4 manuály o 56 tónech, přičemž récit expressif je s 20 rejstříky jedním z největších svého druhu mezi nástroji od Cavaillé-Coll. Zajímavé je využití vodorovných jazyků Trompette en chamade, které v tehdejších francouzských strojích nebyly běžné. Pedál má rozsah 30 tónů. Ceněn je mj. pedálový 32′ rejstřík Contre Bombarde, který implementoval Aristide Cavaillé-Coll a jehož zvuková stránka zůstala od svého vzniku (1888) nezměněna. Pedálů kombinací je k dispozici 19. Pro usnadnění hry jsou implementovány barkerovy páky s výjimkou pozitivu.
| I. Positiv C–g3 |             |     |
| 1.              | Montre      | 8′  |
| 2.              | Bourdon     | 8′  |
| 3.              | Gambe       | 8′  |
| 4.              | Unda maris  | 8′  |
| 5.              | Dulciane    | 4′  |
| 6.              | Flûte douce | 4′  |
| 7.              | Doublette   | 2′  |
| 8.              | Plein-Jeu V |     |
| 9.              | Cor anglais | 16′ |
| 10.             | Trompette   | 8′  |
| 11.             | Cromorne    | 8′  |
| 12.             | Clairon     | 4′  |

| II. Grand Orgue C–g3 |                      |     |
| 13.                  | Montre               | 16′ |
| 14.                  | Bourdon              | 16′ |
| 15.                  | Violon-basse         | 16′ |
| 16.                  | Montre               | 8′  |
| 17.                  | Diapason             | 8′  |
| 18.                  | Bourdon              | 8′  |
| 19.                  | Flûte harmonique     | 8′  |
| 20.                  | Salicional           | 8′  |
| 21.                  | Prestant             | 4′  |
| 22.                  | Trompette en chamade | 8′  |
| 23.                  | Clairon en chamade   | 4′  |

| III. Récit expressif C–g3 |                      |      |
| 24.                       | Quintaton            | 16′  |
| 25.                       | Corno dolce          | 16′  |
| 26.                       | Diapason             | 8′   |
| 27.                       | Cor de nuit          | 8′   |
| 28.                       | Flûte traversière    | 8′   |
| 29.                       | Viole de gambe       | 8′   |
| 30.                       | Voix céleste         | 8′   |
| 31.                       | Voix éolienne        | 8′   |
| 32.                       | Flûte octaviante     | 4′   |
| 33.                       | Viole d'amour        | 4′   |
| 34.                       | Quinte               | 2/3′ |
| 35.                       | Octavin              | 2′   |
| 36.                       | Carillon I-III       |      |
| 37.                       | Cornet (c1) V        | 8′   |
| 38.                       | Tuba Magna           | 16′  |
| 39.                       | Trompette harmonique | 8′   |
| 40.                       | Clarinette           | 8′   |
| 41.                       | Basson-Hautbois      | 8′   |
| 42.                       | Voix humaine         | 8′   |
| 43.                       | Clairon harmonique   | 4′   |
|                           | Tremolo              |      |

| IV. Bombarde C–g3 |               |     |
| 44.               | Grosse Flûte  | 8′  |
| 45.               | Flûte         | 4′  |
| 46.               | Doublette     | 2′  |
| 47.               | Fourniture V  |     |
| 48.               | Cornet (c1) V | 16′ |
| 49.               | Bombarde      | 16′ |
| 50.               | Contre-Basson | 16′ |
| 51.               | Trompette     | 8′  |
| 52.               | Clairon       | 4′  |

| Pedal C–f1 |                 |     |
| 53.        | Soubasse        | 32′ |
| 54.        | Contre-basse    | 16′ |
| 55.        | Soubasse        | 16′ |
| 56.        | Basse           | 8′  |
| 57.        | Violoncelle     | 8′  |
| 58.        | Bourdon         | 8′  |
| 59.        | Flûte           | 4′  |
| 60.        | Contre-bombarde | 32′ |
| 61.        | Bombarde        | 16′ |
| 62.        | Basson          | 16′ |
| 63.        | Trompette       | 8′  |
| 64.        | Clairon         | 4′  |

| Pédales de combinaison |
| Tirasse G.O.           |
| Tirasse Pos.           |
| Tirasse Réc.           |
| Appel G.O.             |
| Pos./G.O.              |
| Réc./G.O.              |
| Bomb./G.O.             |
| Pos./Réc.              |
| Bomb./Réc.             |
| Oct. gr. G.O.          |
| Oct. gr. Réc./G.O.     |
| Oct. gr. Réc.          |
| Oct. aiguë Réc.        |
| Anches Péd.            |
| Anches G.O.            |
| Anches Pos.            |
| Anches Réc.            |
| Anches Bomb.           |
| Trémolo Réc            |
| Expression Réc         |
| Orage (odstraněn)      |